# Spálený Dvůr
Spálený Dvůr (dříve též Nový Dvůr, Nový Dvorek či Spálený Dvorek, německy Spalena Hof) je osada v okrese Třebíč v kraji Vysočina. Jde o místní část obce Kojatín. Spálený Dvůr se nachází asi 13,5 km severovýchodně od centra Třebíče a asi 11,2 km od okraje jejího zastavěného území. 
Ve Spáleném Dvoře je registrováno sedm čísel popisných – 14, 23, 24, 25, 26, 27 a 28. Osadu tvoří komplex navzájem propojených domů, kolem kterých tvoří okruh asfaltová cesta. Zpevněnou silnicí je Spálený Dvůr spojen s Doubravou, tato silnice umožňuje napojení na silnici III/39014. Nezpevněnou cestou je Spálený Dvůr spojen s Kojatínem. Jižně od osady protéká bezejmenný potok, který se vlévá do Mlýnského potoka v rybníku Podhájek.